# Webb Canyon
Der Webb Canyon ist eine Schlucht im Grand-Teton-Nationalpark im Westen des US-Bundesstaates Wyoming. 

## Geografie
Der Canyon befindet sich in der nördlichen Teton Range und ist von Jackson Hole aus sichtbar. Die Schlucht wurde durch Gletscher gebildet, die sich am Ende des letzteiszeitlichen Maximums vor etwa 15.000 Jahren zurückzogen und ein Trogtal hinterließen. Der Webb Canyon wird von Owl Peak und Elk Mountain im Norden, Moose Mountain im Westen und Doane Peak im Südosten umgeben. Das untere Ende des Canyons endet an der Westseite des Jackson Lake. Der Moose Creek fließt auf einer Länge von 14 km durch die Schlucht und entwässert sich in den Jackson Lake. Durch den Canyon führt der Webb Canyon Trail.